# La ingenua (película de 1975)
La ingenua (L'ingenua) es una comedia erótica italiana de 1975 dirigida por Gianfranco Baldanello. La película presentó a Ilona Staller en su primer papel protagonista y compartió reparto y lugares de rodaje con la película de Armando Bertuccioli, La nipote.

## Sinopsis
Piero Spazin (George Ardisson) es un estafador que conoce a Luigi Beton (Daniele Vargas), del mismo oficio. Ambos se intentan engañar uno al otro y al mismo tiempo. Angela (Staller), una empleada de la prometida de Piero, Augusta (Anna Maria Pescatori), se ve envuelta accidentalmente en su plan y accede a acompañarlos en su viaje. Sin embargo, la incorporación de Susy (Orchidea De Santis) al grupo, otra estafadora, resulta fallida cuando conoce al hijo de Luigi, Rodolfo (Graziano Chiaro), que complica aún más las cosas.

## Reparto
- Ilona Staller: Ángela
- George Ardisson: Piero Spazin
- Daniele Vargas: Luigi Beton
- Anna Maria Pescatori: Augusta Bortolón
- Orquídea De Santis: Susy
- Graziano Chiaro: Rodolfo
- Ezio Marano : Cornelio
- Otello Cazzola: el padre de Augusta
- Antonia Cazzola: la madre de Cornelio
- Patrizia Bilardo: esposa de Cornelio
- Achille Grioni: el sacerdote
- Enzo Spitaleri: el notario